# Zoppola
Zoppola é uma comuna italiana da região do Friuli-Venezia Giulia, província de Pordenone, com cerca de 8.233 habitantes. Estende-se por uma área de 45 km², tendo uma densidade populacional de 183 hab/km². Faz fronteira com Arzene, Casarsa della Delizia, Cordenons, Fiume Veneto, Pordenone, San Giorgio della Richinvelda.

## Demografia
| Variação demográfica do município entre 1861 e 2011                               |
|                                                                                   |
| Fonte: Istituto Nazionale di Statistica (ISTAT) - Elaboração gráfica da Wikipedia |